# Matterhorn-Blitz
Der Matterhorn-Blitz im Europa-Park in Rust ist eine stählerne Wilde-Maus-Achterbahn des Herstellers Mack Rides. Sie befindet sich im Schweizer Themenbereich des Parks.

## Merkmale
Die Bahn besitzt im Gegensatz zu den Standard-Wilde-Maus-Bahnen keinen klassischen Lifthill, sondern einen vertikalen Aufzug, der es ermöglicht, zwei Wagen gleichzeitig in 16 Meter Höhe zu ziehen. Wenn der Aufzug oben angekommen ist, fährt der erste Wagen los, der zweite verlässt auch den Lift, wird jedoch danach angehalten, um den Abstand zwischen beiden Wagen herzustellen. In diesem Aufzug fahren gleichzeitig zwei Aufzuggondeln. Fährt die eine Gondel nach oben, fährt die andere Gondel nach unten. Damit die Gondeln aneinander vorbeikommen und nicht zusammenstoßen, fahren die beiden Gondeln an zwei verschiedenen Führungsschienen entlang. Auf mittlerer Höhe sind diese Schienen so weit voneinander entfernt, dass beide Gondeln aneinander vorbeikommen.
Die Anlage ist ähnlich wie das nebenstehende Schweizer Dorf mit Holzhäusern thematisiert. Dabei werden Häuser durchfahren und an einer Kurve wird der Anschein erweckt als habe ein Wagen die Ecke eines Hauses beschädigt. Das letzte Stück des Wartebereichs vor der Station führt vorbei an bäuerlichen Szenen mit Menschen- und Tierfiguren und -Animatronics.

## Wagen
Matterhorn-Blitz besitzt zwölf Wagen. In jedem Wagen können vier Personen (zwei Reihen à zwei Personen) Platz nehmen.

## Galerie

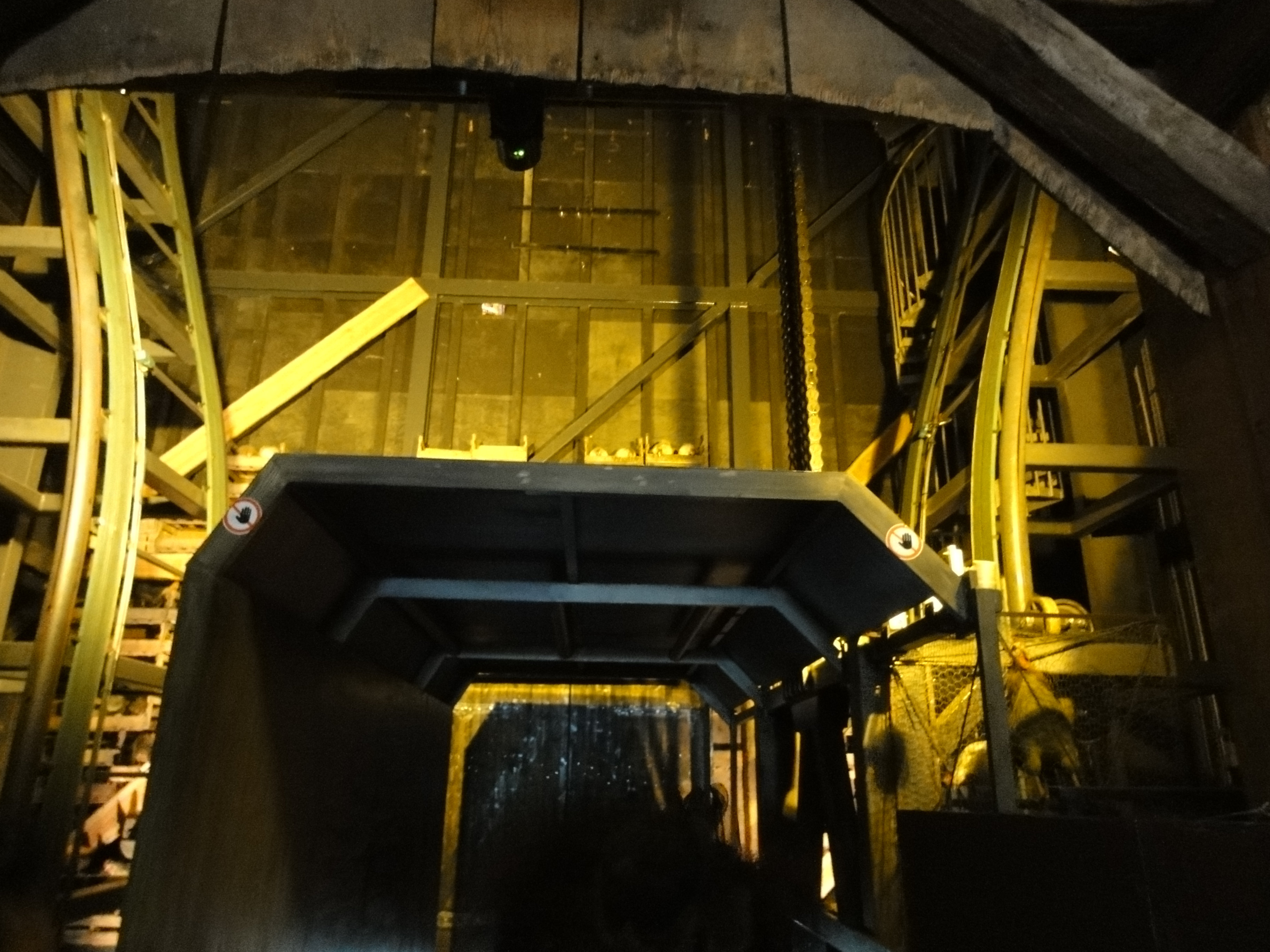
Blick in den Aufzug
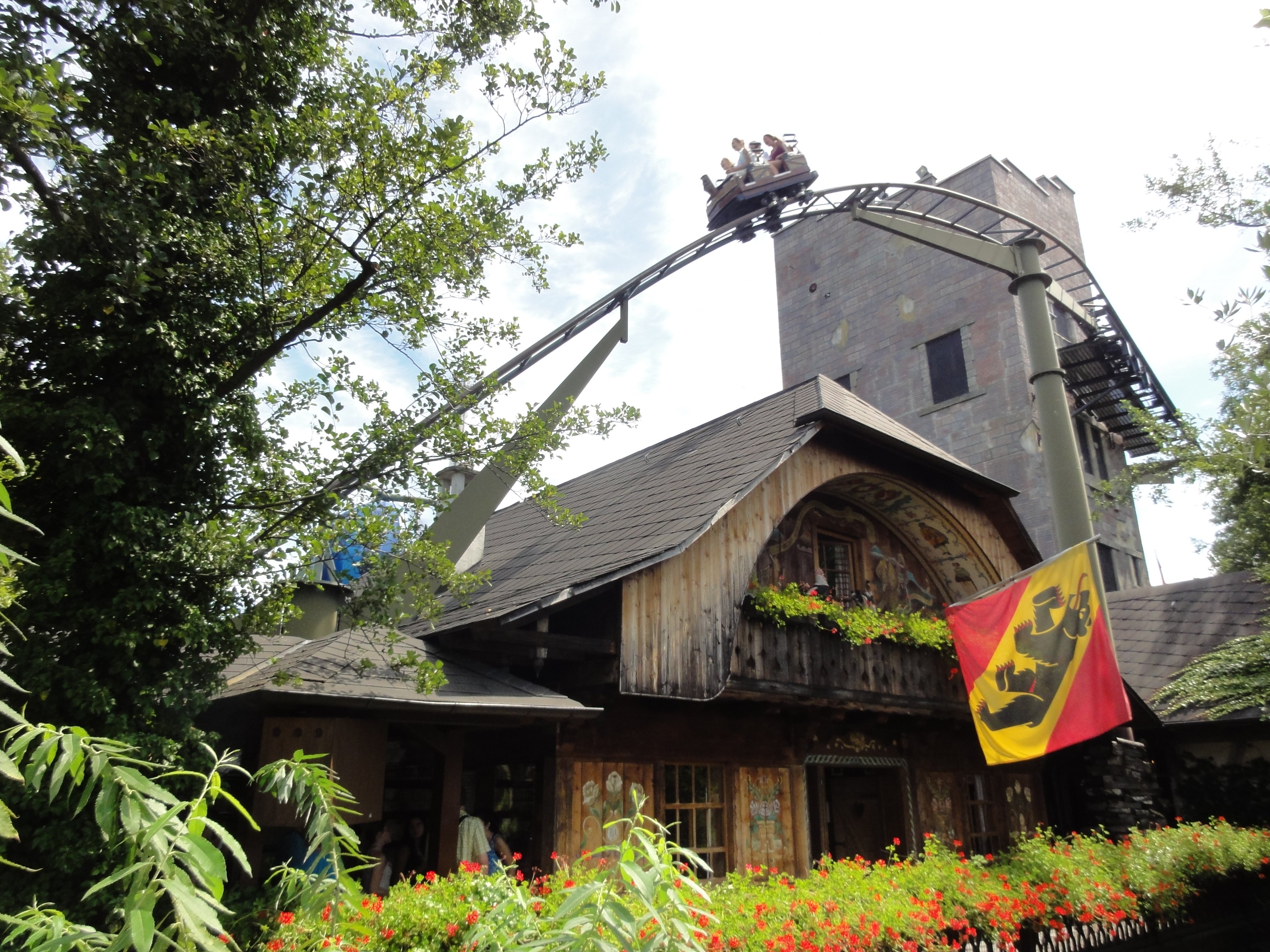
Wagen bei der ersten Abfahrt
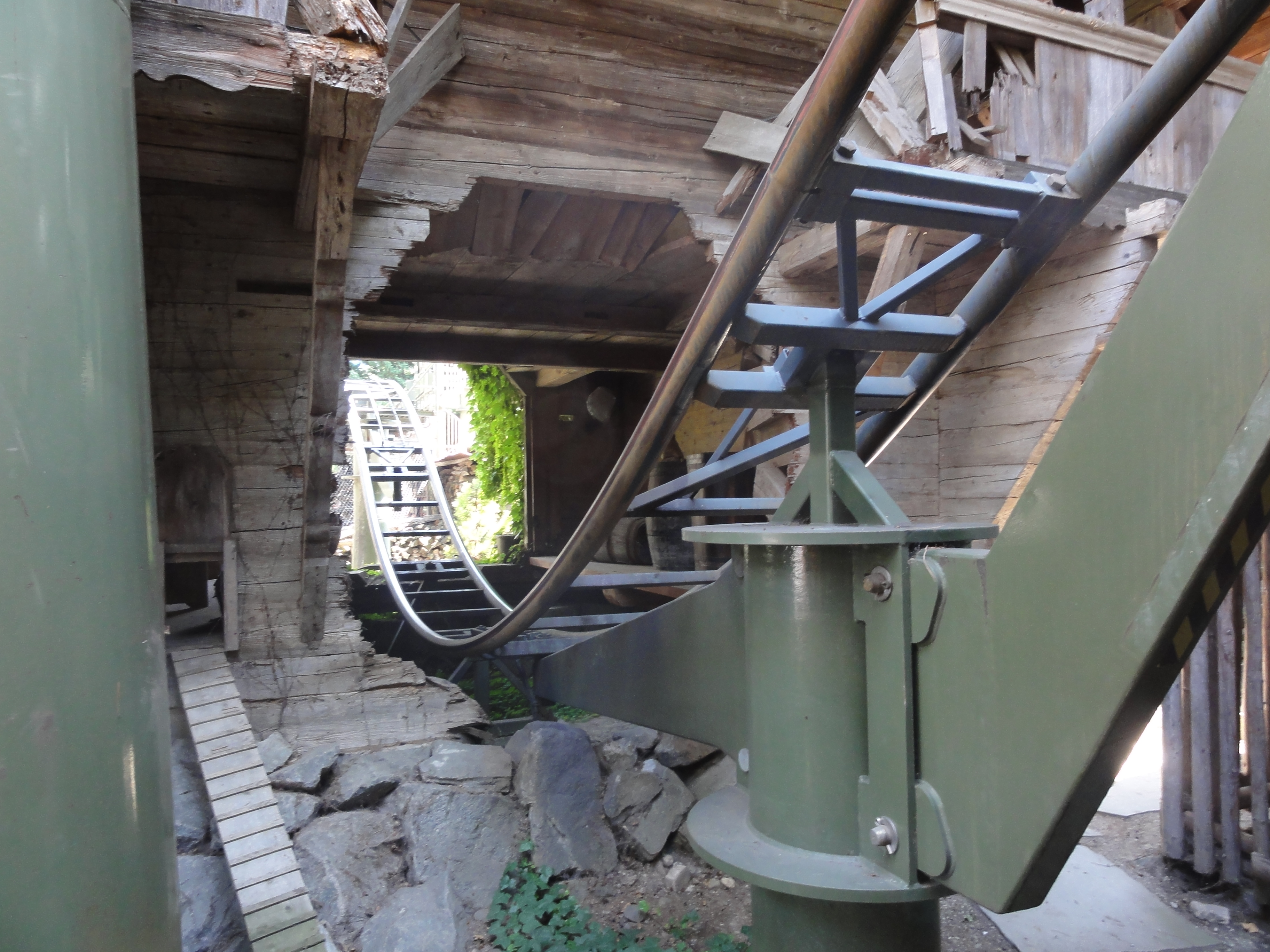
Hausdurchfahrt
- Video